# Solenogastres
Els solenogastres (Solenogastres) són una classe independent o una subclasse de mol·luscs aplacòfors vermiformes exclusivament marins que viuen i s'alimenten sobre cnidaris a grans profunditats (per sota dels 200 m). Són epifaunals, a diferència dels caudofoveats que viuen sota el subsol (infaunals). Es coneixen 291 espècies. Com els caudofoveats, no tenen conquilla i per això abans s'agrupaven a la classe dels aplacòfors, avui considerada per molts autors com parafilètica, per bé que estudis més recents basats en filogènia molecular els consideren els aplacòfors un clade monofilètic format per dos clades, Solenogastres i Caudofoveata.

## Morfologia
Els solenogastres són mol·luscs petits, en general de menys de cinc cm. No tenen conquilla, ni ulls, ni tentacles. L'epidermis presenta en la seva part més externa una cutícula quitinosa i espícules de calcita i d'aragonita. Tenen un peu lliscant travessat per un solc longitudinal ventral anomenat solc pedi. La cavitat paleal està molt modificada i no presenten ctenidis (brànquies). Presenten una boca anterior amb cirrus o papil·les sensorials. La ràdula pot estar reduïda o absent. L'aparell digestiu presenta diverticles intestinals que maximitzen la superfície d'absorció de nutrients.

## Reproducció
Els solenogastres són hermafrodites (monoics) amb fecundació creuada; els gàmetes surten a la cavitat paleal pels gonoductes a través de la cavitat pericardíaca. Presenten una endolarva lecitotròfica (que s'alimenta del vitel de l'ou), o una larva trocófora planctotròfica (que s'alimenta de plàncton) en algunes espècies.